# Phòng tưởng niệm Vùng đất Mszczonów ở Mszczonów
Phòng tưởng niệm Vùng đất Mszczonów ở Mszczonów (tiếng Ba Lan: Izba Pamięci Ziemi Mszczonowskiej w Mszczonowie) là một bảo tàng tọa lạc tại số 23 Phố Warszawska, Mszczonów, Ba Lan. Bảo tàng hoạt động trong cơ cấu tổ chức của Trung tâm Thông tin Thành phố.

## Lược sử hình thành

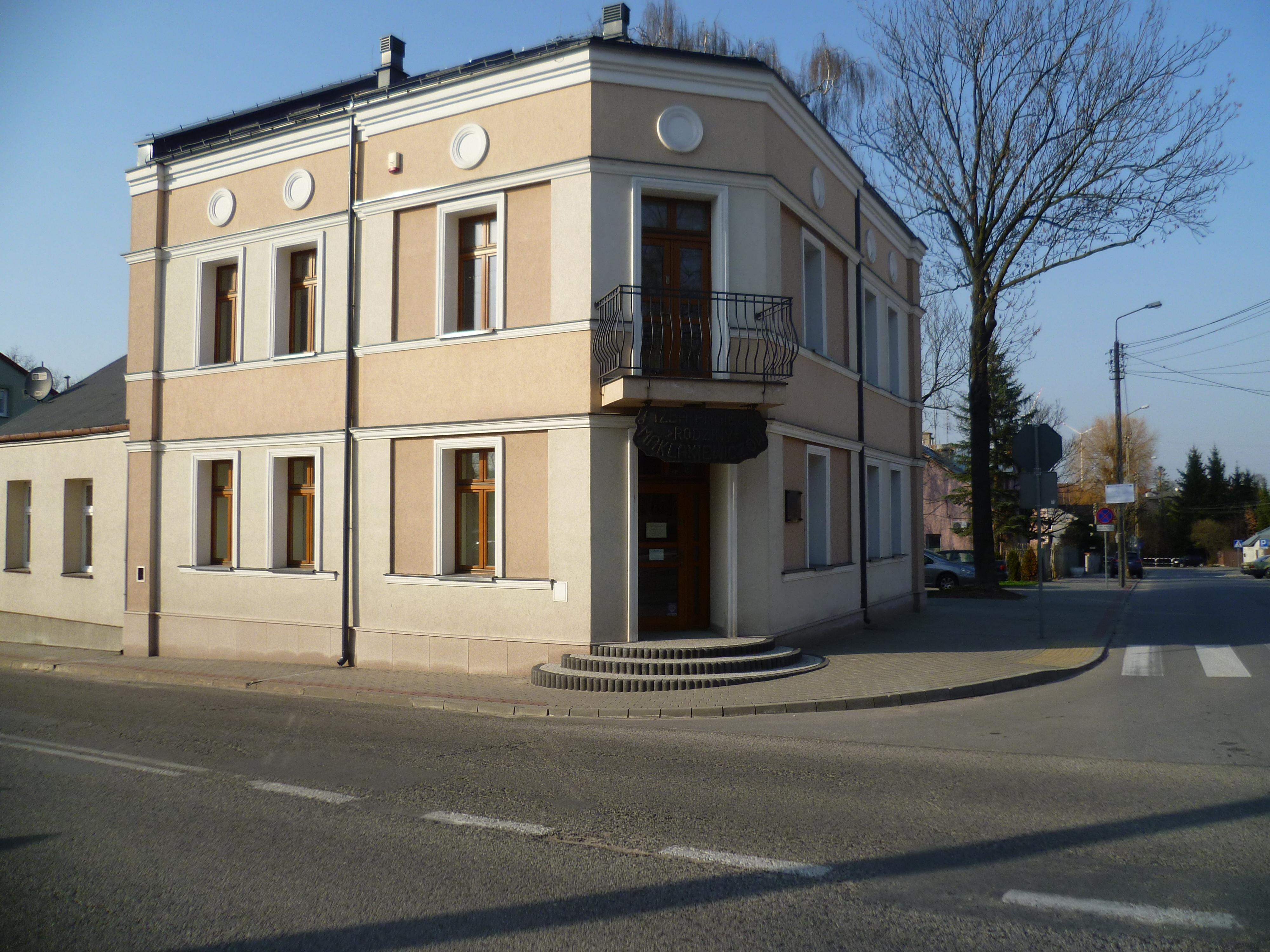
Phòng tưởng niệm Gia đình Maklakiewicz

Phòng tưởng niệm Vùng đất Mszczonów ở Mszczonów được thành lập vào năm 2010, là thành quả của dự án chung giữa chính quyền thành phố và Hiệp hội Lịch sử Mszczonów.
Bảo tàng cũng trông coi Phòng tưởng niệm Gia đình Maklakiewicz. Phòng tưởng niệm Gia đình Maklakiewicz được khánh thành vào năm 2013 và nằm trong ngôi nhà của gia đình Jan Adam Maklakiewicz ở góc giao nhau giữa Phố Kościuszki và Phố Żyrardowska.

## Triển lãm
Bộ sưu tập của Phòng tưởng niệm Vùng đất Mszczonów ở Mszczonów hiện đang bao gồm các triển lãm được trưng bày trong bốn phòng chuyên đề:
- Căn phòng tháng 9: chứa các kỷ vật liên quan đến Chiến tranh thế giới thứ hai và sự chiếm đóng của Đức Quốc xã
- Phòng tổng quan thành phố: triển lãm hàng thủ công của Mszczonów
- Phòng danh vọng: giới thiệu những cư dân xuất sắc nhất của thành phố
- Phòng dân tộc học: tái tạo một phòng khách trong thời kỳ trước Chiến tranh thế giới thứ hai

## Giờ mở cửa
Phòng tưởng niệm Vùng đất Mszczonów ở Mszczonów hoạt động quanh năm, mở cửa vào các ngày thứ Ba, thứ Năm, thứ Sáu và thứ Bảy của tuần thứ hai trong tháng. Khách tham quan được vào cửa miễn phí.